# Murlin
Murlin ist eine französische Gemeinde mit 57 Einwohnern (Stand: 1. Januar 2022) im Département Nièvre in der Region Bourgogne-Franche-Comté. Sie gehört zum Arrondissement Cosne-Cours-sur-Loire und zum Kanton La Charité-sur-Loire. Die Bewohner werden Murlinois und Murlinoises genannt.

## Nachbargemeinden
Murlin liegt etwa 22 Kilometer nordnordöstlich von Nevers. Das Gemeindegebiet wird vom Fluss Mazou durchquert. Nachbargemeinden von Murlin sind Chasnay im Norden, La Celle-sur-Nièvre im Norden und Nordosten, Beaumont-la-Ferrière im Osten, Saint-Aubin-les-Forges im Süden, Raveau im Süden und Westen sowie Narcy im Nordwesten.
Die Gemeinde liegt an der Via Lemovicensis, einem der vier historischen „Wege der Jakobspilger in Frankreich“.

## Bevölkerungsentwicklung
| Jahr                       | 1962 | 1968 | 1975 | 1982 | 1990 | 1999 | 2006 | 2011 | 2016 |
| Einwohner                  | 101  | 89   | 92   | 94   | 94   | 94   | 107  | 94   | 92   |
| Quellen: Cassini und INSEE |      |      |      |      |      |      |      |      |      |

## Sehenswürdigkeiten

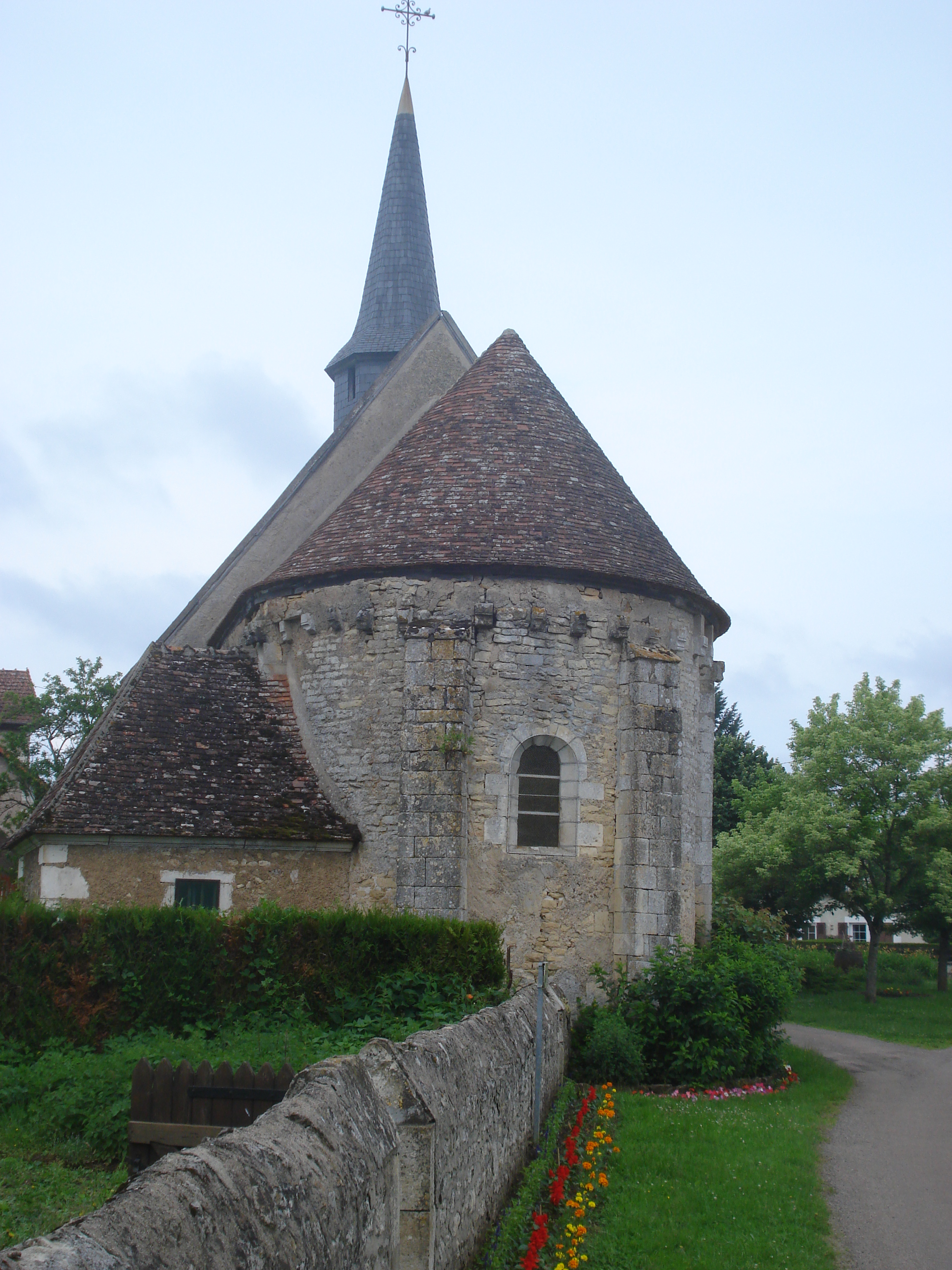
Kirche Saint-Martin

- Kirche Saint-Martin
- Backofen aus dem 19. Jahrhundert